# Сакраментарий Геласия

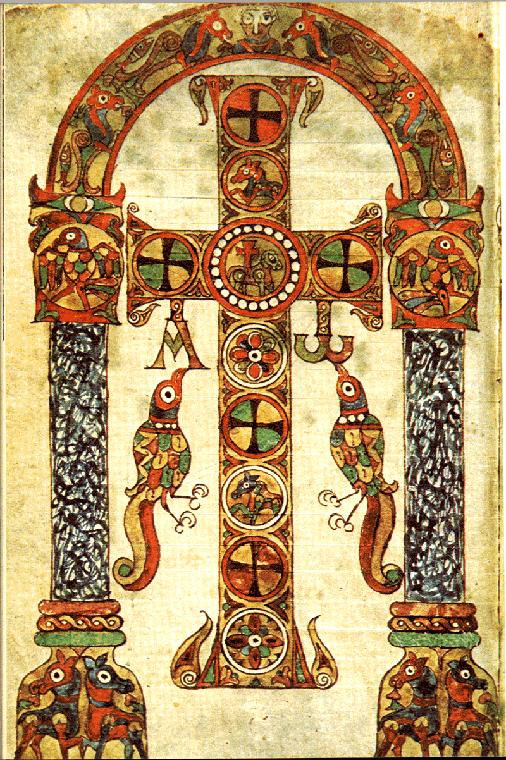
Крест с хризмой, помещенный в арке на двух колоннах с зооморфными мотивами

Сакраментарий Геласия, или Гелазианский сакраментарий (лат. Sacramentarium Gelasianum) — франкский иллюминированный сакраментарий (богослужебная книга, содержащая тексты для совершения литургии). Сакраментарий Геласия — вторая по старшинству сохранившаяся западноевропейская литургическая книга; старше только Веронский сакраментарий, датированный первой четвертью VII века. Сакраментарий Геласия является важнейшим образцом меровингских иллюминированных рукописей из сохранившихся и сочетает в себе традиции поздней античности с варварскими элементами периода великого переселения народов, что сближает меровингское искусство с более известным островным искусством Великобритании и Ирландии.
Известны две редакции — древняя (Vetus), относящаяся ко второй половине — концу VII века, и смешанная (Mixta), датированная VIII веком. Название рукописи было дано эрудитами XVII—XVIII веков, ошибочно атрибутировавшими оригинальный текст папе Геласию I (492—496). Ни одна из рукописей не содержит имя Геласия, однако с этим папой книгу связывает очень древняя традиция, идущая от свидетельства поэта и богослова IX века Валафрида Страбона, который приписывает создание сакраментария папе Геласию.

## Содержание
Сакраментарий Геласия состоит из трех догригорианских частей, соответствующих литургическом году, и содержит мессы для воскресений и праздников, молитвы, таинства, молитвы при освящении воды и масла, молитвы при освящении церквей и для приёма монахинь.
Датировка самого текста базируется не на характеристике рукописи, а на самой литургии: большая её часть показывает смесь римских и галльских практик, наследуемых от меровингской церкви. Среди нескольких литургических обрядов, которые существовали в Западной Европе до VIII века, двумя наиболее влиятельными были римский (латинский) обряд, распространённый в Италии, и галликанский обряд, который использовался на большей части Западной Европы, за исключением Пиренейского полуострова и Британских островов. До начала VIII века римский обряд оказывал влияние на развитие галликанского обряда, что и отражено в Сакраментарии Геласия. Однако с преобразованием франкского королевства в империю в правление Карла Великого от этого смешения традиций отказались, полностью перейдя на римский литургический обряд.

## См. также

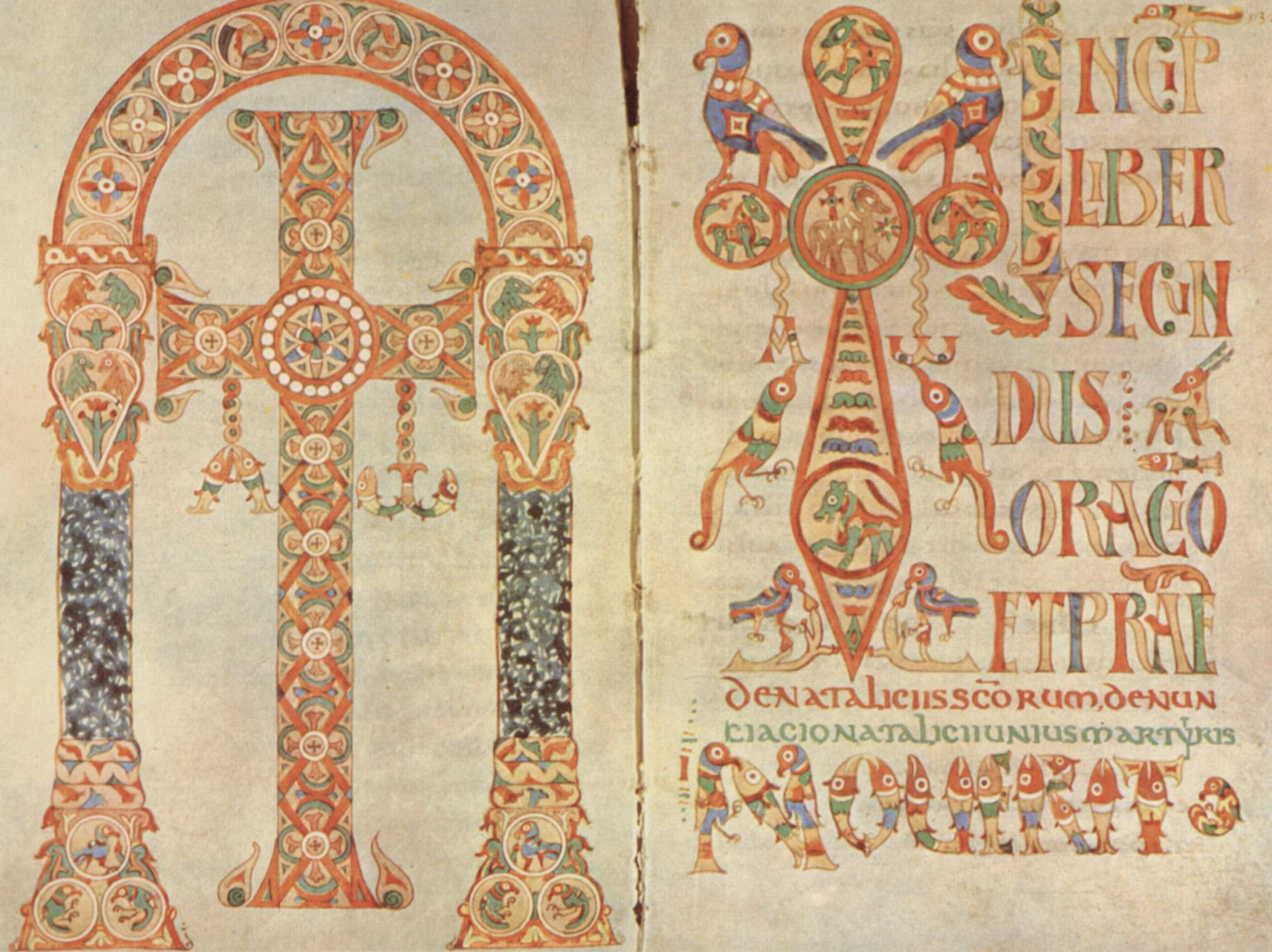
Разворот ватиканского варианта рукописи